# Andegameryx
Andegameryx es un género extinto perteneciente a la familia Hypertragulidae, del orden Artiodactyla, endémico de Europa durante el Mioceno, que vivió hace 22.4—20 Ma y existió aproximadamente durante 2,4 millones de años.
Andegameryx fue un rumiante primitivo, parecido a un pequeño ciervo, a pesar de que están más emparentados a los Tragulidaes modernos. Era frugívoro. El único fósil conocido se ha encontrado en Zaragoza, España.

## Taxonomía
Andegameryx fue nombrado por Ginsburg en 1971. Fue asignado a Hypertragulidae por Carroll en 1988.